# نصف دولار لدرب الإسباني القديم
نصف دولار درب الإسباني القديم هو عملة تذكارية سكت من قبل مكتب سك العملة في الولايات المتحدة في عام 1935. صممت هذه العملة من قبل أل.دبليو هوفكر تاجر العملات الذي كان مسؤولاً أيضًا عن توزيعها.
في عام 1930، استخدم الرئيس هربرت هوفر حق النقض ضد مشروع قانون شراء جادسدن بقيمة نصف دولار. ليمان دبليو هوفيكر كان هو القوة المحركة وراء هذا الجهد وسعى إلى الحصول على اقتراح آخر لعملة تذكارية يمكنه التحكم فيها إذا مرر التشريع الذي يسمح بذلك. اختار رحلات الضابط الإسباني ألفار نونيز كابيزا دي فاكا في أوائل القرن السادس عشر. اتخذ هوفكر الحريات فيما يتعلق بتوقيت سفر كابيزا دي فاكا وموقعه. على سبيل المثال مع أن مسقط رأس هوفكر في مدينة إل باسو بولاية تكساس يظهر على العملة المعدنية إلا أن كابيزا دي فاكا لم يظهر بالقرب منها على الإطلاق. كل هذا لم يكن له أي تأثير يذكر بالنسبة للكونغرس الذي أقر مشروع قانون العملة المعدنية "الطريق الإسباني القديم" دون معارضة. وقد وقع عليه كقانون من قبل الرئيس فرانكلين د. روزفلت.
وبمجرد أن سكت اشترى هوفكر العملات المعدنية من الحكومة وباعها لهواة الجمع وتقاسم الأرباح مع متحف محلي. ولم تكن هناك أي شكاوى بشأن التوزيع المطبوع في صفحات مجلة عالم العملات (مجلة حول جمع العملات المعدنية) وتولى هوفكر رئاسة الجمعية الأمريكية لعلم العملات في عام 1939. وقد أثار تصميم هوفكر للعملة المعدنية الذي يظهر فيه رأس بقرة آراء متباينة من المعلقين المتخصصين في علم العملات. إن حقيقة أن 10 آلاف فقط من نصف الدولار التي سكت جعلتها ذات قيمة عالية بين أولئك الذين يسعون إلى استكمال "مجموعة من الأنواع" من العملات التذكارية المبكرة أي عملة واحدة من كل تصميم مختلف.

## الخلفية

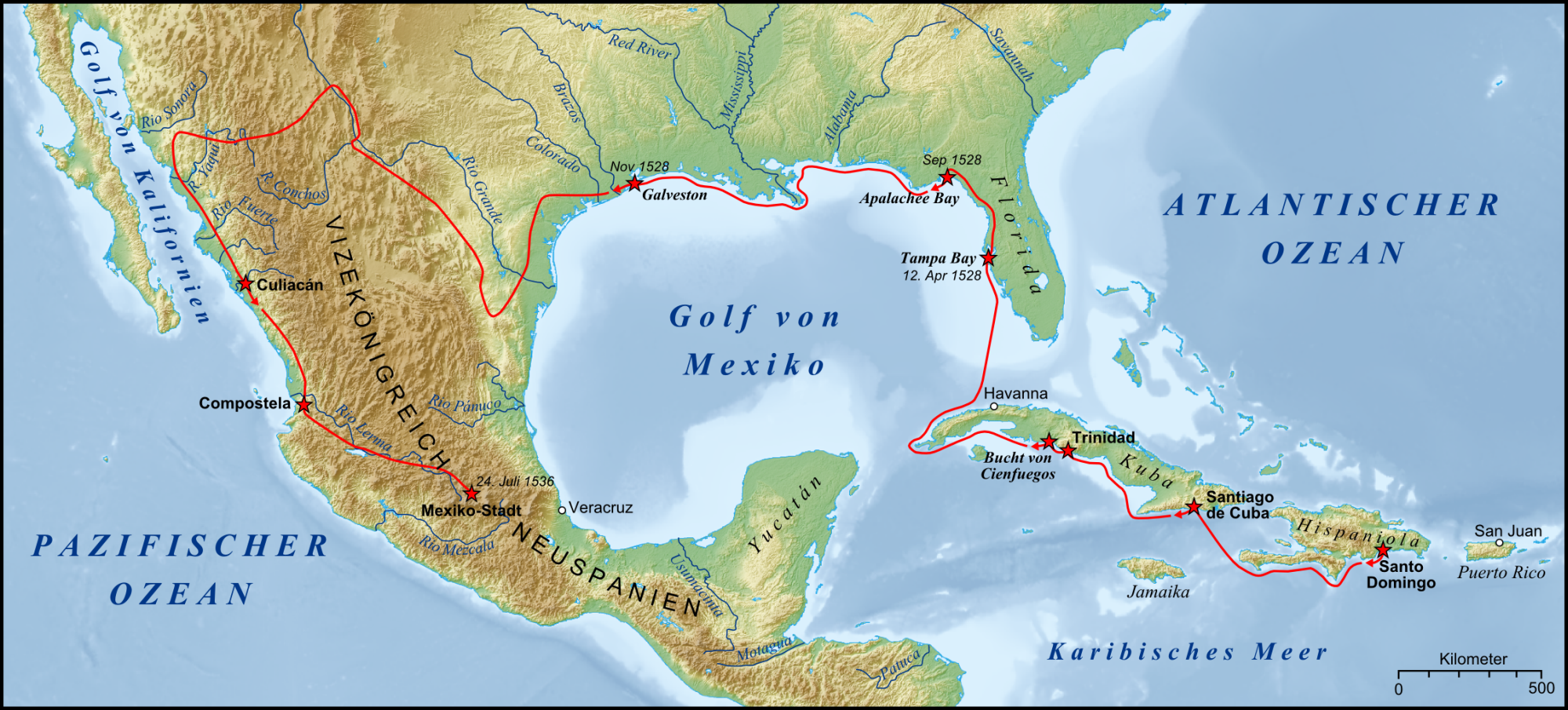
خريطة توضح طريق كابيزا دي فاكا

كان ألفار نونيز كابيزا دي فاكا ضابطًا في البعثة الإسبانية التي نزلت حول خليج تامبا في عام 1528. أدت عمليات البحث عن الكنز إلى استقبال عدائي من قبل السكان الأصليين لأمريكا وفي النهاية تقطعت السبل بـ دي فاكا هناك. اتجه هو وآخرون غربًا بقوارب صغيرة على طول الساحل وفي النهاية وصلوا إلى جزيرة جالفستون حيث عاش مع قبيلة كارانكاوا كرجل طب قبل أن يواصل رحلته غربًا عبر البر : في عام 1536 وجد دورية إسبانية في شمال المكسيك. عاد إلى منزله وكتب عن تجاربه. كابيزا دي فاكا أو "رأس البقرة" هو اسم قيل إن ملك إسبانيا أطلقه على أحد أسلاف ألفار نونيز لمساعدته في توجيه الجيش عبر الجبال (على طول درب مميز بجماجم الماشية) مما مكن من الهجوم على المغاربة من الخلف وهزيمتهم.
في ثلاثينيات القرن العشرين لم تكن الحكومة تبيع العملات التذكارية - كان الكونجرس عند الموافقة على التشريعات يعين عادةً منظمة لها الحق الحصري في شرائها بالقيمة الاسمية وبيعها للجمهور مقابل علاوة. في حالة نصف الدولار القديم على درب الإسباني كانت المجموعة المسؤولة هي متحف إل باسو والتي كانت تعمل من خلال رئيسها. 

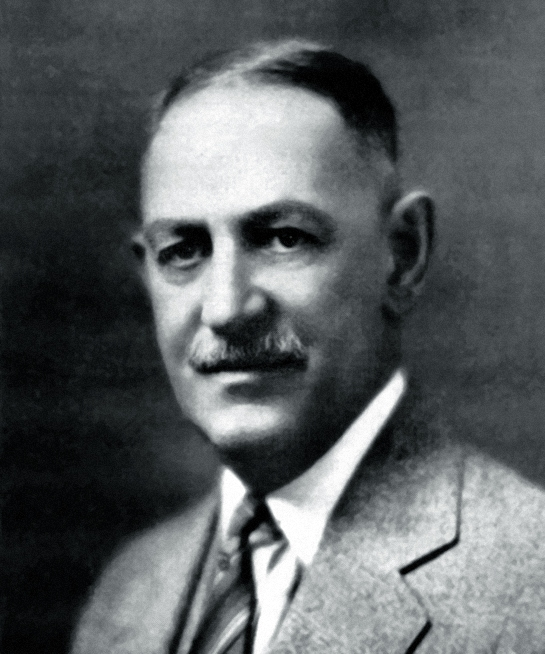
انتخب هوفكر رئيسًا للجمعية الوطنية الأمريكية في عام 1939.

ليمان ويليام هوفكر (المعروف عادة باسم أل. كان دبليو. هوفكر تاجر عملات في إل باسو تكساس ومسؤولًا في الجمعية الأمريكية لعلم العملات (أيه أن أيه). في عام 1929 قام بتنظيم لجنة شراء جادسدن (التي كانت تتألف في معظمها من نفسه) بهدف إصدار عملة تذكارية بمناسبة الذكرى الخامسة والسبعين لشراء جادسدن. في عام 1930 أقر مشروع قانون من شأنه أن يسمح بإصدار العملات التذكارية في كلا مجلسي الكونجرس ولكن الرئيس هربرت هوفر استخدم حق النقض ضده حيث اعتبر العملات التذكارية مسيئة. مع ذلك في عام 1935 (بعد مغادرة هوفر لمنصبه) قام هوفكر بمحاولة ثانية لإصدار عملة تذكارية كان يتحكم فيها من أجل مسار المسار الاسباني القديم وأصبح رئيسًا للجنة العملات في متحف الباسو. هذه المرة زار واشنطن وأجرى مناقشات مع العديد من المشرعين حتى أنه حصل على مقابلة مدتها خمس دقائق مع الرئيس فرانكلين د. روزفلت وهو الحديث الذي قال عنه هوفكر إنه "أنقذنا". شهد هوفكر لاحقًا أمام الكونجرس أنه طُلب منه التعامل مع ترتيبات نصف دولار من طريق أولد سبانيش تريل باعتباره جامع العملات الوحيد في إل باسو وهو ما وصفه كيو ديفيد باورز في مجلده عن العملات التذكارية بأنه كذبة حيث يشير هوفكر في مكان آخر من مراسلاته إلى جامعي العملات المحليين الذين اشتروا عددًا قليلاً من العملات.

## التشريع
في الرابع من مارس عام 1935 قدم آر. إيوينج توماسون من تكساس مشروع قانون لإصدار نصف دولار من عملةالمسار الاسباني القديم إلى مجلس النواب. وقد أُحيل مشروع القانون إلى لجنة العملات والأوزان والمقاييس. وعقدت تلك اللجنة جلسة استماع حضرها تومسون وأخبر الأعضاء عن تاريخ تكساس وأكد لهم أن مشروع القانون لن يؤدي إلى تحميل الحكومة أي تكاليف. في الثاني من أبريل قدم جون جيه كوتشران من ولاية ميسوري مشروع القانون إلى مجلس النواب نيابة عن اللجنة وأوصى بإقراره. أحضر كوشران عملتين تذكاريتين، بما في ذلك العملة المعدنية الخاصة بقطعة "الطريق الإسباني القديم" إلى مجلس النواب في 3 أبريل كإجراء طارئ. وأوضح للأعضاء المتشككين أن سك نصف الدولار قد يكون أمرا عاجلا نظرا للحاجة إليه للاحتفالات المقررة في ذلك الصيف وأن الفواتير تأخرت بسبب مرض رئيس اللجنة. أول ما نظر فيه هو مشروع قانون المسار الإسباني القديم. سأل ماريون أ. زيونتشيك من ولاية واشنطن الذي كان يستجوب كوشران : "هل هذا من أجل سانت لويس مرة أخرى؟" فأجاب كوشران: "لا؛ هذا ليس من أجل سانت لويس." سأل تشارلز د. ميلارد من نيويورك عما إذا كان قد قاموا باستشارة الأعضاء الجمهوريين من الأقلية في اللجنة فأكد له كوشران ذلك وأنهم يؤيدون مشروع القانون. سأل ويليام د. ماكفارلين من تكساس عن التكلفة التي ستتحملها الحكومة الفيدرالية فأجاب كوشران : "لن يكلف ذلك الحكومة خمسة سنتات". مرر مشروع القانون دون اعتراض مسجل وبعد ذلك حصل كوشران على نصف دولار هودسون، نيويورك، بمناسبة الذكرى المئوية والخمسين.
وفي مجلس الشيوخ تمت إحالة مشروع قانون المسار الإسباني القديم إلى لجنة المصارف والعملات. أصدرت تلك اللجنة تقريرًا في 23 مايو بواسطة دنكان يو فليتشر من فلوريدا موصيًا بإقراره دون تعديل. عندما عرض مشروع القانون على مجلس الشيوخ في 28 مايو، سأل ويليام هنري كينج من ولاية يوتا ما إذا كان مشروع القانون يحظى بدعم وزارة الخزانة لكن فليتشر لم يكن يعلم لأنه كان مشروع قانون في مجلس النواب وقد وافقت لجنته عليه حيث مرر مشاريع قوانين مماثلة للمعارض والاحتفالات الأخرى. وأشار زعيم الأغلبية جوزيف تايلور روبنسون من أركنساس إلى أنه لن تكون هناك أي نفقات على الحكومة ووافق فليتشر على ذلك قائلاً إن الحكومة ستجني بعض الأموال من خلال إصدار العملة. مرر مشروع القانون دون مزيد من المناقشة و أقره مما سمح بتخصيص 10000 نصف دولار بتوقيع الرئيس روزفلت. وفقًا لصفحة شركة ضمان العملات على العملة "بإعادة صياغة التاريخ بما يخدم أغراضه الخاصة ادعى هوفكر أن إل باسو كانت نهاية الطريق الإسباني القديم الذي سلكه المستكشف المبكر ألفار نونيز كابيزا دي فاكا وبقايا بعثة إسبانية عام ١٥٢٧. لم يكن هذا صحيحًا ولكن يبدو أن هذا لم يُزعج الكونجرس حيث صدر مشروع قانون في ٥ يونيو ١٩٣٥ يُجيز إصدار ١٠٠٠٠ نصف دولار كحد أقصى تخليدًا لذكرى هذا الطريق."

## التحضير

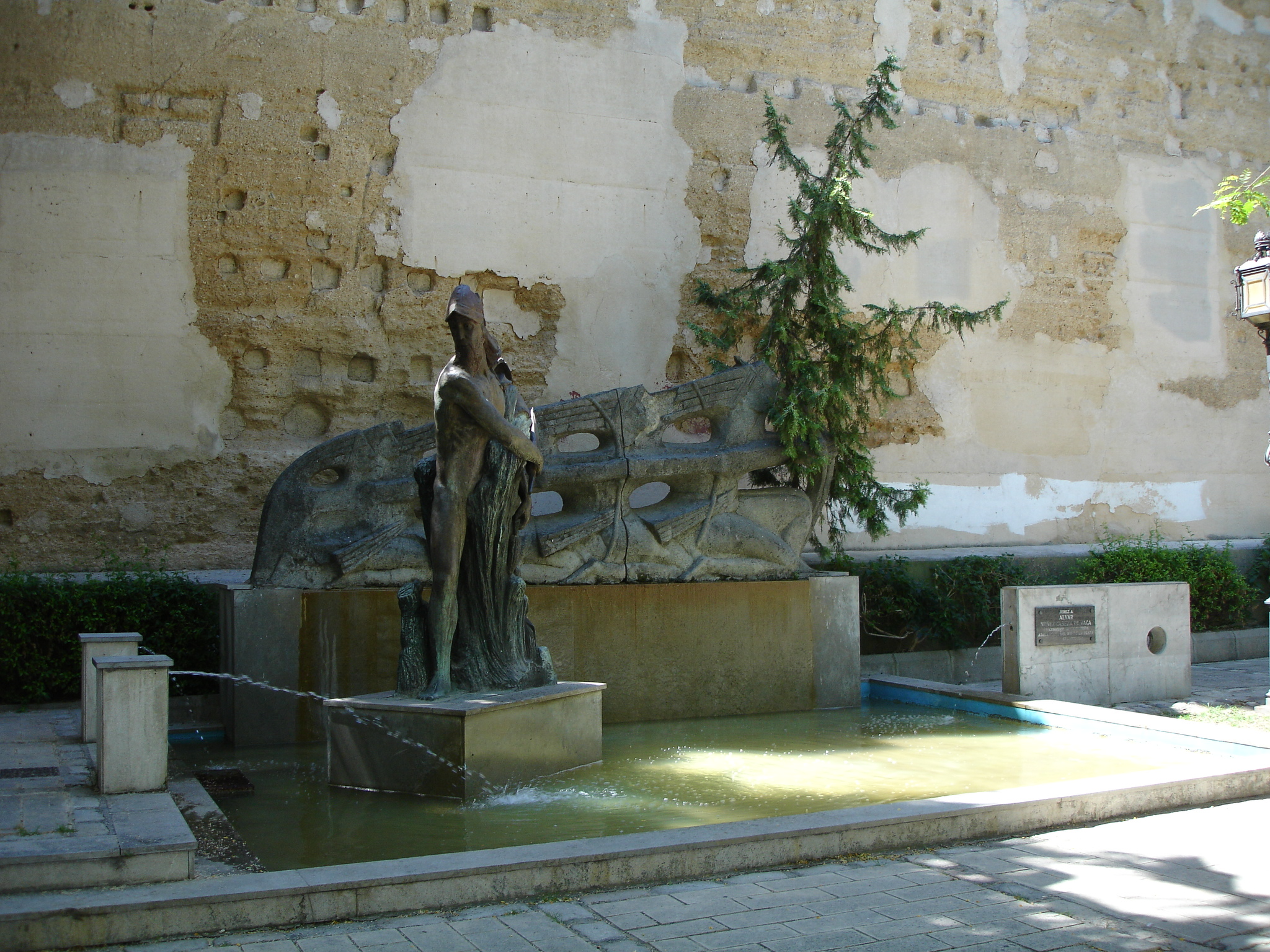
النصب التذكاري لكابيزا دي فاكا خيريز دي لا فرونتيرا إسبانيا

قام هوفكر بتقديم رسومات لنصف الدولار وأرسلها إلى مكتب دار سك العملة للموافقة عليها. وفي 27 يونيو/حزيران أحال مدير دار سك العملة نيلي تايلو روس هذه الأوراق إلى لجنة الفنون الجميلة للحصول على توصيتها مشيرة إلى أن موضع الأحرف الأولى من اسم هوفكر بين تاريخي الذكرى السنوية أمر غير مقبول. أرسلت اللجنة الرسومات إلى عضوها النحات لي لوري للحصول على موافقته وكان يعتقد أنها ستكون عملة جيدة إذا صممها بشكل صحيح. كانت الرسومات تفتقر إلى كلمة "الحرية" وهو الأمر الذي أشار إليه روس. وشعر لوري أنه يجب تضمينه واقترح إدراجه بين قرون البقرة وهذا ما حدث. وأوصى لوري أيضًا بجعل الأحرف الأولى أقل وضوحًا. وافقت اللجنة الكاملة على التصاميم بشرط معالجة انتقادات لوري.
عين إدموند جيه سين من إل باسو لصنع نماذج الجبس المطلوبة بناءً على التصميمات ومتطلبات لجنة الفنون الجميلة. وذكر هوفكر أنه سعى إلى تعيين واحد من اثنين أو ثلاثة من النحاتين في الشرق لكن كل واحد منهم كان يأخذ وقتًا طويلاً وكان يريد الحرية لإجراء التغييرات. كان سين عاطلاً عن العمل ووفقًا لرواية هوفكر فقد كان يقف فوق سين الذي كان يعمل في مرآب هوفكر. أرسل النماذج إلى لجنة الفنون الجميلة التي لم يعجبها شكل رأس البقرة وطالبت بتعديله. كما تساءلت عن وضع كلمة الحرية على شريط وكأنها شعار وهو ليس كذلك. قام سين بمراجعة نماذجه مع إجراء تغييرات طفيفة على الرأس.

## التصميم

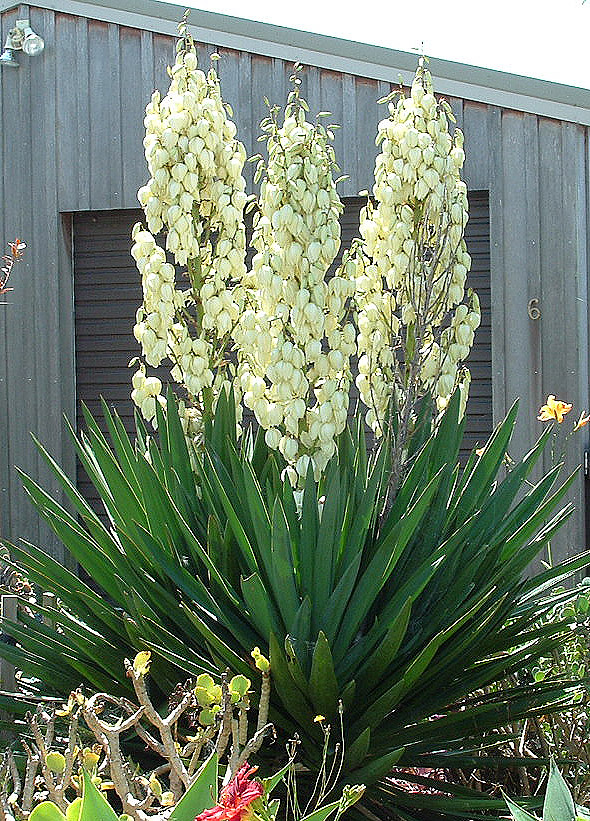
يظهر على الوجه الخلفي للعملة نبات اليوكا أثناء إزهاره.

يظهر على الوجه رأس بقرة كان من المفترض أن تكون لغزًا لكابيثا دي فاكا الذي لم يعثر على أي صورة له. وبدلا من ذلك أستخدمت الترجمة الحرفية للقب. لا توجد عناصر تصميم أخرى على الوجه الأمامي فقط الحروف. وجد أرلي سلابوغ في مجلده عن العملات التذكارية أن الوجه الأمامي "غير تقليدي "ولكنه يفعل ما كان من المفترض أن يفعله يروي القصة ثم يتوقف تاركًا تصميمًا لطيفًا وغير مزدحم بشكل عام".
ويظهر على الوجه الآخر صورة لنبات اليوكا المزهر متراكبة على خريطة الولايات الخليجية الخمس مع خط يهدف إلى وصف طريق دي فاكا الممتد من فلوريدا إلى إل باسو وهو المكان الوحيد المذكور اسمه. عند تقديم التصميم إلى دار سك العملة ذكر هوفكر أنه يأمل ألا يكون هناك أي اعتراض على تسمية إل باسو حيث كانت هناك سابقة لذلك. هناك نقاط على طول الطريق تمثل سانت أوغسطين وجاكسونفيل وتالاهاسي وموبيل ونيو أورليانز وجالفستون وسان أنطونيو. هذا غير دقيق حيث سافر دي فاكا على طول ساحل الخليج في الغالب بالقارب بدلاً من السفر براً وفقًا لخبير العملات دان براذرز في مقالته عام 2014 عن هوفكر "ومع ذلك اتبع درب الإسباني القديم الفعلي مسارًا مختلفًا تمامًا عن المسار الذي اتخذه دي فاكا." اتخذ هوفكر المزيد من الحريات حيث لم يكن عام 1535 تاريخًا مهمًا في رحلات دي فاكا. تظهر الأحرف الأولى من اسم هوفكر في أسفل اليمين على يمين عام 1935 وفوقه.
يصف سوياتيك في مجلده الصادر عام 2012 حول المذكرات إصدار المسار الاسباني القديم بأنه "جميل وشائع جدًا". وأشار باورز إلى أنها "كانت تحظى بشعبية كبيرة بين هواة الجمع منذ البداية واستمر هذا الحماس حتى يومنا هذا".
قال مؤرخ الفن كورنيليوس فيرمول في كتابه عن العملات والميداليات التذكارية الأمريكية عن قطعة "الطريق الإسباني القديم" إنها "يمكن وصفها بأمان بأنها أبشع عملة تذكارية أنتجتها دار سك العملة الأمريكية على الإطلاق. وربما تكون أقوى منافس على لقب أقل العملات الأمريكية جاذبيةً على الإطلاق التي صُنعت برعاية رسمية بين عامي 1793 و1794." وسخر من رأس البقرة قائلاً إن استخدامها لتمثيل كابيزا دي فاكا أشبه برسم حقل ورود على العملة المعدنية لتمثيل فرانكلين روزفلت . وأشار فيرمول إلى مدح سلابوغ لأن الوجه الآخر للعملة يحكي قصة ثم يتوقف وقال : "السؤال هو ما إذا كانت القصة تستحق أن تُروى على نصف دولار أمريكي أم لا".

## الإنتاج والتوزيع
كان هناك ملاحظة في طبعة يونيو 1935 من مجلة عالم العملات (مجلة أيه أن أيه) كتبها هوفكر تنص على أنه بصفته رئيس لجنة المتحف سيبيع نصف دولار منالمسار الاسباني القديم بسعر 2 دولار لكل دولار بالإضافة إلى البريد. صرح بأنه سيصدر 10,000 قطعة فقط و"نتمنى أن يحصل جميع هواة جمع العملات على عدد قليل منها ولن نسمح لأي مضارب باستغلال الجمهور". وفي الشهر التالي نشر إعلانًا معلنًا استعداده لتلقي الطلبات وأمل أن تتوفر العملات من دار سك العملة خلال 60 يومًا.
في سبتمبر قامت دار سك النقود في فيلادلفيا بضرب 10000 نصف دولار بالإضافة إلى ثمانية دولارات إضافية سيحتفظ بها للفحص والاختبار في اجتماع لجنة التحليل السنوي لعام 1936. وذكر هوفكر لاحقًا في رسالة إلى تاجر آخر أنه دفع ثمن العملات المعدنية وامتلكها ثم باعها وأن العملتين الوحيدتين اللتين حصل عليهما متحف إل باسو كانتا هدايا منه. وعليه فإن الأرباح كانت ستعود عليه. أشارت إحدى التقارير الصحفية اللاحقة إلى أن هوفكر تبرع بمبلغ 6500 دولار للمتحف من عائدات العملة المعدنية وهو التبرع الذي أرجع إليه رئيس المتحف في عام 1950 الفضل في الحفاظ عليها.
في شهادته أمام الكونجرس في مارس 1936 أنكر هوفكر وجود أي مصلحة ملكية لهم. صرح باورز الذي تحتفظ شركته بأوراق هوفكر بأنه يعتقد أن معظم العملات المعدنية وزعت من قبل هوفكر على هواة جمع العملات وغيرهم من الأشخاص المهتمين وأنه تجنب بيعها للمضاربين. لقد احتفظ بكمية لنفسه مع أنه أنكر ذلك علناً. وكتب إلى تاجر آخر في عام 1953 أنه لا يزال يبيع نصف الدولارات أي بضعة دولارات كل شهر. عندما بيعت العملات المعدنية من ملكية هوفكر في عام 1967 بيعت مجموعة مكونة من 63 نصف دولار من المسار الاسباني القديم في مزاد علني. حرص هوفكر على إرضاء مجتمع جامعي العملات المعدنية من خلال توزيع الإصدار وإذا كان هناك معارضون لم تنشر شكواهم في مجلة عالم العملات. في عام 1936 كان هوفكر موزعًا لنصف دولار إلجين، إلينوي، المئوية وفي عام 1939 انتُخب رئيسًا للجمعية الأمريكية لعلم العملات. كتب أنتوني سوياتيك ووالتر برين في مجلدهما عن الاحتفالات التذكارية أنه "لم ترتبط أي فضيحة بهوفكر".
إن قلة سك العملة جعلها مرغوبة لدى هؤلاء الجامعين الذين يسعون إلى تجميع مجموعة من النسخ التذكارية واحدة من كل تصميم. بيع نصف الدولار القديم الإسباني في متاجر التجزئة بحوالي 4 دولارات في عام 1940 في حالة غير متداولة. وبعد ذلك ارتفعت قيمتها حيث بيعت بحوالي 38 دولارًا بحلول عام 1955 و510 دولارًا بحلول عام 1975. تُدرج الطبعة الفاخرة من كتاب دليلآر إس ييومان للعملات المعدنية للولايات المتحدة الذي نُشر في عام 2018 العملة المعدنية بسعر يتراوح بين 1050 دولارًا و1450 دولارًا اعتمادًا على الحالة. بيع عينة استثنائية في مزاد بمبلغ 25300 دولار في عام 2005.

## الروابط خارجية
قالب:Coinage (United States)